# Streptanus albanicus
Streptanus albanicus är en insektsart som beskrevs av Horvath 1916. Streptanus albanicus ingår i släktet Streptanus och familjen dvärgstritar. Inga underarter finns listade i Catalogue of Life.